# Mel Norton
Pour les articles homonymes, voir Norton.
 (décembre 2013).
Si vous disposez d'ouvrages ou d'articles de référence ou si vous connaissez des sites web de qualité traitant du thème abordé ici, merci de compléter l'article en donnant les références utiles à sa vérifiabilité et en les liant à la section « Notes et références ».
Mel K. Norton est un homme politique (néo-brunswickois) canadien. Lors de l'élection municipale du mardi 14 mai 2012, il a été élu maire de Saint-Jean, devenant la 66e personne à occuper ce poste. Il est assermenté depuis le 21 mai 2012 et il succède à Ivan Court.
Il a été un conseiller municipal dans le quartier 3 jusqu'à sa cérémonie d'investiture le 21 mai 2012. Il a été élu à son premier conseil lors d'une élection en Décembre 2010.